# Mia Hamm
Mariel Margaret „Mia” Hamm-Garciaparra (Selma, Alabama, 1972. március 17. –) amerikai labdarúgó játékos.
Kétszeres olimpiai arany- (1996, 2004) és egyszeres ezüstérmes (2000), a FIFA szavazásán kétszer is a világ legjobb női labdarúgója (2001, 2002) cím nyertese lett. Tagja az 1991-ben és 1999-ben világbajnoki aranyat nyerő amerikai női futball válogatottnak.
Mia Hamm pályafutása során 158 gólt szerzett a válogatottban, 276 mérkőzésen.  A FIFA kétszer választotta meg az év labdarúgójának, sőt a rajta van azon 100-as listán, amelyet Nemzetközi Labdarúgó-szövetség készített a világ legjobb, élő labdarúgóiról.